# Piotr Golicyn
Piotr Aleksjewicz Golicyn (ur. 1660, zm. 1722), był rosyjskim dyplomata z książęcego  rodu Golicyn.
W latach 1701–1705 był rosyjskim ambasadorem przy wiedeńskim dworze.

## Literatura
- Amburger, Behördenorganisation Russlands.